# Barcelona Uroloki
I Barcelona Uroloki sono una squadra di football americano di Barcellona, in Spagna. Fondati nel 1990, hanno vinto 7 titoli catalani.

## Dettaglio stagioni

### Tornei nazionali

#### Campionato

##### LNFA
| Stagione | regular season | regular season | regular season | regular season | regular season | regular season | playoff | playoff | playoff | playoff | playoff | playoff   | playoff    |
|          | Vin            | Par            | Per            | Tot            | PF             | PS             | Vin     | Per     | Tot     | PF      | PS      | risultato | avversaria |
| -------- | -------------- | -------------- | -------------- | -------------- | -------------- | -------------- | ------- | ------- | ------- | ------- | ------- | --------- | ---------- |
| 2008     | 0              | 0              | 8              | 8              | 30             | 250            | -       | -       | -       | -       | -       | -         | -          |
| Totale   | 0              | 0              | 8              | 8              | 30             | 250            | -       | -       | -       | -       | -       |           |            |

Fonti: Enciclopedia del Football - A cura di Roberto Mezzetti

##### Serie C
| Stagione | regular season | regular season | regular season | regular season | regular season | regular season | playoff | playoff | playoff | playoff | playoff | playoff   | playoff            |
|          | Vin            | Par            | Per            | Tot            | PF             | PS             | Vin     | Per     | Tot     | PF      | PS      | risultato | avversaria         |
| -------- | -------------- | -------------- | -------------- | -------------- | -------------- | -------------- | ------- | ------- | ------- | ------- | ------- | --------- | ------------------ |
| 2021     | -              | -              | -              | -              | -              | -              | 1       | 0       | 1       | 39      | 14      | Campioni  | Guadalajara Stings |
| Totale   | -              | -              | -              | -              | -              | -              | 1       | 0       | 1       | 39      | 14      |           |                    |

Fonti: Enciclopedia del Football - A cura di Roberto Mezzetti

### Tornei locali

#### Campionato catalano
| Stagione | regular season | regular season | regular season | regular season | regular season | regular season | playoff | playoff | playoff | playoff | playoff | playoff    | playoff                          |
|          | Vin            | Par            | Per            | Tot            | PF             | PS             | Vin     | Per     | Tot     | PF      | PS      | risultato  | avversaria                       |
| -------- | -------------- | -------------- | -------------- | -------------- | -------------- | -------------- | ------- | ------- | ------- | ------- | ------- | ---------- | -------------------------------- |
| 2014-15  | 7              | 0              | 2              | 9              | 310            | 112            | 0       | 1       | 1       | 15      | 37      | Semifinale | Argentona Bocs                   |
| 2015-16  | 5              | 0              | 2              | 7              | 119            | 94             | 0       | 1       | 1       | 7       | 21      | Semifinale | Salt Falcons/Vall d'Aro Senglars |
| 2016-17  | 4              | 0              | 3              | 7              | 137            | 76             | 0       | 1       | 1       | 6       | 28      | Semifinale | Salt Falcons/Vall d'Aro Senglars |
| 2017-18  | 3              | 0              | 4              | 7              | 180            | 175            | -       | -       | -       | -       | -       | -          | -                                |
| 2018-19  | 10             | 0              | 1              | 11             | 247            | 102            | 2       | 0       | 2       | 45      | 33      | Campioni   | L'Hospitalet Pioners             |
| 2019-20  | 6              | 0              | 2              | 8              | 160            | 48             | -       | -       | -       | -       | -       | -          | -                                |
| 2021     | 6              | 0              | 1              | 7              | 191            | 40             | 2       | 0       | 2       | 51      | 29      | Campioni   | Barcelona Pagesos                |
| Totale   | 41             | 0              | 15             | 56             | 1225           | 553            | 4       | 3       | 7       | 124     | 148     |            |                                  |

Fonti: Enciclopedia del Football - A cura di Roberto Mezzetti

### Riepilogo fasi finali disputate
| Anno           | Luogo       | Evento  | Fase del torneo | Incontro                                             | Risultato |
| 12 aprile 2015 |             | LCFA    | Semifinale      | Argentona Bocs - Barcelona Uroloki                   | 37 - 15   |
| 20 marzo 2016  |             | LCFA    | Semifinale      | Barcelona Uroloki - Salt Falcons/Vall d'Aro Senglars | 7 - 21    |
| 8 aprile 2017  |             | LCFA    | Semifinale      | Salt Falcons/Vall d'Aro Senglars - Barcelona Uroloki | 28 - 6    |
| 11 maggio 2019 |             | LCFA    | Finale          | Barcelona Uroloki - L'Hospitalet Pioners             | 30 - 21   |
| 23 maggio 2021 | Guadalajara | Serie C | Finale          | Guadalajara Stings - Barcelona Uroloki               | 14 - 39   |
| 29 maggio 2021 |             | LCFA    | Finale          | Barcelona Uroloki - Barcelona Pagesos                | 28 - 7    |

## Palmarès
- 4 Serie B (2003-2006)
- 1 Serie C (2021)
- 7 Campionati catalani (1999-2000, 2001-02, 2002-03, 2003-04, 2004-05, 2018-19, 2020-21)
- 1 Supercoppa di Catalogna (2001)
- 5 Campionati catalani juniores (1991-92, 1992-93, 1996-97, 1997-98, 2004-05)
- 2 Campionati catalani cadetti (2000-01, 2001-02)